# Podhořany u Ronova
Podhořany u Ronova là một làng thuộc huyện Chrudim, vùng Pardubický, Cộng hòa Séc.